# الکساندر شلیگا
الکساندر شلیگا (هلندی: Aleksander Šeliga؛ زادهٔ ۱ فوریهٔ ۱۹۸۰) یک بازیکن فوتبال اهل اسلوونی است.
وی همچنین در تیم ملی فوتبال اسلوونی بازی کرده‌است.